# Michelle Gatting
Michelle Sophie Gatting Brændstrup (født 31. december 1993 i Aarhus) er en dansk racerkører. I 2016 deltog hun i Danmarks største bilsportsserie Danish Thundersport Championship (DTC).

## Racerkører
Som 8-årig begyndte Gatting at køre indendørs gokart, og senere var hun blandt andet teamkammerat med Kevin Magnussen.
Michelle Gatting kørte gokart for sidste gang i 2011, hvilket også var året hvor hun rykkede op i Formula Ford. I 2012 og 2013 kørte hun en Volkswagen Scirocco i den tyske Volkswagen Scirocco R Cup. Gatting kørte i 2014 i Porsche Carrera Cup Germany, hvor de deltagende biler var Porsche 911 GT3.
I 2016 debuterede hun i Danmarks største bilsportsserie Danish Thundersport Championship (DTC), da hun fik plads i en Dodge Challenger hos det nystiftede team LM Racing.
31. juli 2016 skrev Gatting historie, da hun som første kvinde vandt et løb i DTC. Dette skete på gadebanen ved Copenhagen Historic Grand Prix.
I 2019 debuterede hun på Le Mans for Kessel Racing hvor hendes team blev nummer fire.

## Privat
I juni 2014 blev hun student fra Rungsted Gymnasium, efter at hun havde brugt fire år på den specielle Team Danmark-linje.
Siden 2015 har Michelle Gatting fungeret som instruktør for Porsche, på deres tre måneder lange "Porsche Driving Experience Winter" ved det finske fjeld og vintersportssted Levi.